# گیدلارووا
گیدلارووا (به لاتین: Giedlarowa) یک روستا در لهستان است که در گمینا لژایسک واقع شده‌است. گیدلارووا ۴٬۰۹۶ نفر جمعیت دارد.